# Сігфред II
Сігфред (Сігфрід, Зігфрід) II (д/н — 812) — конунг Південної Ютландії, Фюна і Зеландії в 812 році.

## Життєпис
Основні відомості про цього конунга містяться в «Анналах королівства франків». Сігфред був небожем конунга Годфреда. Адам Бременський помилково ототожнював його зі конунгом Сігурдом Перснем.
У 812 році після раптової смерті конунга Геммінга (можливо до неї був причетний Сігфред) стає новим конунгом. Втім ймовірно не мав достатньої підтримки серед вояків та знаті. Проти нього виступив володар частини Зеландії або Сконе — Ануло, що був небожем конунга Гаральда Боєзуба (згідно Саксона Граматика — Сігурда Персня). У вирішальній битві на березі моря обидва суперники загинули, проте перемога дісталася армії Ануло, брати якого Регінфред і Гаральд Клак стали новими конунгами.